# 5082 Nihonsyoki
5082 Nihonsyoki è un asteroide della fascia principale. Scoperto nel 1977, presenta un'orbita caratterizzata da un semiasse maggiore pari a 3,1306153 UA e da un'eccentricità di 0,1269941, inclinata di 2,95244° rispetto all'eclittica.